# Лаврово (Тамбовская область)
Лаврово — село в Мордовском муниципальном округе Тамбовской области России. Административный центр Лавровского сельсовета.

## География
Расположено в 29 км к северо-востоку от райцентра, посёлка городского типа (рабочего посёлка) Мордово, и в 56 км к юго-западу от центра города Тамбова.

## История

### конец XVIII века
Село Лаврово образовано в конце 1760 года. Церковный приход в селе открыт в 1770 году. Своё название получило в честь основателя Василия Петровича Лаврова (1718-1802г.).
Впервые село Лаврово (Лавровка) появляется на карте Тамбовского наместничества 1787 года.
На карте 1790 года, село Лаврово (Лавровка) Более подробно село указано, как село с двумя водяными мельницами.

### XIX век
В 1814 году Василием Петровичем Воейковым основывается Лавровский конный завод.
В 1834 году село Лаврово принадлежало генерал-лейтенантше Варваре Матвеевне Лавровой, урожденной Трескиной, и ее малолетним детям: Николаю, Дмитрию, Надежде и Дарье, За ними числилось: мужского пола — 107, женского пола — 104 человека крепостных крестьян, в том числе: Марков Егор, Иванов Афанасий, Трофимов Василий, Андреев Александр, Степанов Василий и другие.
В конце 1840-х годов на конезаводе в Лавровке было 711 лошадей рысистой и верховой пород. Лошади покупались на заводе Орлова. В свою очередь, рысаки Лавровского конезавода покупались коннозаводчиками Тамбовского уезда – Елагиным, Коноплевым, Челищевым, Масловым. До конца 1860-х годов владельцем указан В.П. Воейков.
Село упоминается в X ревизии, тогда в 1856 году село насчитывало 59 крестьянских дворов с населением мужского пола: — 324, население женского пола — 304 души.
В 1862 году село насчитывало 98 дворов с населением 767 жителей. В селе были православная церковь и конный завод.
В 1870-х село переходит во владение Воейкова Николая Васильевича. В его имении были паровая мельница, крупорушка, сад.
В 1884 году, согласно подворной переписи село насчитывало 127 крестьянских дворов, ж.п. 453, м.п. 415, всего 868 жителей, из них 27 грамотных мужчин, 36 мальчиков и 3 девочки на обучении, 8 солдат на действительной службе. Действовал винокуренный завод.
20 января 1890 г. поверенный генерал-адъютанта Николая Васильевича Воейкова - Владимир Дмитриевич Ведениктов обратился в Тамбовское отделение Государственного Дворянского земельного банка с ходатайством о ссуде в 175 000 под залог имения при селе Лавровке, деревне Лихачевке, деревне Рязанке, Дунино тож, сельце Ивановском, по речке Пласкуше на 51 год 9 месяцев. В закладываемом имении было 2413 дес. 363 саж. земли, из них удобной 2332 дес. 1959 саж. В аренде состояло 214 дес.. В Поверочной описи на усадьбе при селе Лавровке были следующие постройки: «господский дом, частью одноэтажный, частью двухэтажный, частью деревянный, частью каменный, крытый железом»; кухня, крытая железом; домовая церковь, крытая железом; флигель каменный, крытый железом; ледник и птичник каменные, крытые железом; контора деревянная, крытая железом; людская каменная, крытая железом; лавка каменная, крытая железом; амбары, кладовая каменная, крытые железом; конюшня каменная, крытая железом; манеж каменный, крытый железом; сарай смешанный, крытый железом; кузница смешанная крытая железом; омшаник смешанный, крытый соломой; скотный двор, деревянный, крытый железом; кирпичный завод деревянный, крытый железом; горн для обжига кирпича деревянный, крытый деревом; флигель деревянный, крытый соломой; паровая мельница, 2-х этажная, каменная, крытая железом; амбар деревянный, крытый соломой; амбар деревянный, крытый железом; изба деревянная, крытая соломой. На 8 января 1890 г. в имении значилось живого инвентаря: заводских лошадей – 50, рабочих – 52; рогатый скот – 85 (холмогорской, тирольской, русской пород), свиней – 1356 . Хозяйственный инвентарь – паровая молотилка, конная молотилка, 2 конных веялки, 6 жнеек, 1 сортировка, 12 скоропашек, 3 плуга 4-хлемешных, 1 – 3-хлемешный, 16 однолемешных, 1 – 2-хлемешный. 12 железных борон, 4 малороссийских плуга, 50 деревянных борон, с железными зубьями, 2 конных грабель, 31 соха, 11 рядовых сеялок. 1 февраля 1890 г., рассмотрев ходатайство о ссуде, просимой Н.В. Воейковым, Совет Государственного Дворянского земельного банка постановил: «разрешить под залог имения ссуду в размере 160 000 руб. сроком на 51 лет 9 месяцев», обязав заемщика страховать постройки. 23 марта 1890 г. Государственный дворянский земельный банк, рассмотрев ходатайство генерал-адъютанта Н.В. Воейкова, постановил разрешить ему «продать имение в полном составе, заложенное в Банке» лицу недворянского происхождения, с переводом на покупщика всего обязательства Воейкова перед Дворянским банком.
2 марта 1890 года Николай Воейков продаёт село Лаврово сыну еврейского купца Полякова Самуила Соломоновича (1837—1888) — Даниилу Самуиловичу (1862—1917). Имение было продано за 340 000 руб. Акт был утвержден старшим нотариусом тамбовского окружного суда М. П. Одинцовым 26 марта 1890 года. 28 мая 1890 г. Д. С. Поляков был введен во владение имением.
В 1891 году за заслуги перед духовным ведомством был награждён Орденом Святого Станислава 3-й степени церковный староста Смоленской церкви отставной губернский секретарь Александр Ознобишин.
Во время голода в России 1891—1892 годов большая часть крестьян с осени 1891 года пораспрадовала своих лошадей, коров и овец, не имея возможности прокормить их зимой. С наступлением зимы 1892 года их положение стало критическим, многие из них ещё зимой взяли у землевладельцев под обработку землю. В марте 1892 году владелец села Лаврово Даниил Самуилович Поляков, через своего управляющего Н. И. Короткого запрашивал из Петербурга телеграммой о количестве суммы, которая потребуется для прокормления местного населения до нового урожая, об засаженнии их полей яровым хлебом и заведения хозяйственного инвентаря нуждающимся крестьян села Лаврова и деревни Ростовки. В итоге Короткий получил сумму из главной конторы Полякова. Многие крестьяне были обрадованы данным событием, Поляков не раз им помогал.
29 июня того же года Д. С. Поляков прибыл в своё имение в Лаврово, на встречу которому у подъезда дома, кроме его служащих, вышло большинство местного населения с волостным старшиной во главе и в благодарность за попечение и заботы об их нуждах принесло ему хлеб-соль. Продолжая свою заботу о населении Поляков устроил в скором времени лечебницу в своём имении для приходящих больных, которая благодаря прибывшего из Москвы доктора С. И. Короткого посещалась большим количеством больных. Для избежания различных, преимущественно желудочных болезней крестьян в летнюю страдную пору Поляков распорядился устроить на своих полях три бесплатных чайных-столовых, где каждый крестьянин мог получить во время работы чай с молоком и чёрный хлеб, по дороге пролегающей через его поля были устроены чаны с квасом, который раздавался крестьянам кувшинами. Таким образом, крестьяне работающие в поле избегали питья сырой и нередко тухлой воды, влияющей плохо на здоровье.
В 1893 году землевладельцем Николаем Ивановичем Хренниковым (1859—1933) (отец композитора Тихона Хренникова) ежегодно продавалось 400 пудов шерсти с села Лаврово на месте или доставлял в Тамбов (61 верста) купцам Асееву и Казееву.
В 1894 году на церковные средства строится церковно-приходская школа. Это было одноэтажное деревянное здание на каменном фундаменте крытое железом, помещавшееся с церковной караулкой с 1 классной комнатой на 49 учащихся, свет падал спереди и слева. Под общественные запашки было отведено 4 десятины. Крестьянами засыпалось в хлебозапасный магазин 17 четв. ржи и овса 15 четв., о крестьянское общество землю назначенную под общественную запашку само не засеивало, а сдавало частным лицам с условием засыпать в магазин по 6 четв. с десятины, а остальной хлеб поступал в пользу съёмщиков.

### Начало XX века
Близ села протекала река Полоскуша, и кроме того, имелись три пруда, но как речка, так и пруды принадлежали местному землевладельцу Полякову, который впрочем разрешал населению ими пользоваться. Устроить пруд на общественной земле в селении было негде - место очень ровное. В полях, вытянувшихся на 6-7 вёрст, водопоя также не было, в крайнем поле имелся колодец, вода в котором держалась на глубине трёх аршин и из него поили скот. В двух полях проходила сухая лощина, без родников, она представляла единственное место, где можно было ещё устроить пруд, да и то, копанный, причём население сомневалось будет ли вода держатся всё лето. Копать нужно было бы 60 куб. сажень.
В 1901 году было разрешено причту церкви произвести поправку штукатурки наружных стен храма и поправить духовые печи с израсходованием на то 300 рублей церковных денег.
В 1903 году в Лаврово было 183 двора насчитывавших 1054 души. Всего земли было надельной 1108,6 дес. На одну души приходилось 3,2 дес. 244 лошади, 144 рогатого скота, 523 овцы, 117 свиней. 1 столяр, 1 портной, 3 сапожника, 1 плотник. Проходили тракты в Мельгуны, Покровское-Марфино, Сосновку.
В 1905 году на место церковного старосты на одно трёхлетие был назначен купец Марк Степанов.
Осенью 1909 года кто-то поджог винную лавку, уголовное дело вскоре было прекращено за не обнаружением виновных.
Вот как описывается село по епархиальным сведениям в 1911 году:
Церковь построена в 1770 году на средства секунд-майора Василия Петровича Лаврова (1718-1802), каменная, тёплая, трёхпрестольная. Главный Престол в честь иконы Смоленской божьей матери; в правом приделе - Святого Николая, в левом святой мученице Праскевы.
Приход открыт в 1793 году, дворов в приходе - 340, м.п. 1580, ж.п 1595, великороссы, земледельцы, душевой надел от 2-х десятин до 3 дес.
Есть пруды.
В приходе восемь деревень: Дунино (Рязанка), Ивановка (Огаревка), Васильевка (Ростовка), Васильевка (Постуловка), Пласкуша (Ельмень), Полковая, Михайловка (Ежовка), Рыдовка (Горюновка). В приходе 1 двор молокан-воскрессников, 4 м.п. и 4 ж.п.
Имеются экономия г. Полякова и два хутора купцов Хренниковых в 4 верстах, и Поповых в 5 верстах от храма.
Две школы: церковно-приходская, одноклассная, смешанная, и земская, тоже одноклассная, смешанная.
Штат: протоирей Павел Михайлович Спасский (1847), диакон Владимир Александрович Денисов (1874), псаломщик Фёдор Михайлович Попов (1838).
Причт имел земли усадебной З дес., пахотной 38 дес.
Имеются церковно-приходское попечительство, ссудно-сберегательная касса в деревне Ростовке. Опись церковно-приходского имущества есть. Метрические книги с 1793 года.
От ж-д станции "Мордово" в 30 вер., от почтового отделения Покровско-Марфинского в 12 вер., где больница, фельдшерский пункт и базар, от Тамбова в 57 верстах, благочинное и волостное правление в самом селе.
Адрес: для телеграмм - станция "Мордово", Юго-вост. ж-д, для корреспонденции Покровско-Марфинское почт. отделение.
Земской начальник 7 участка, пристав 4 стана. Ближайшая церковь в Голодае-Ильинке, в 7 вер., Тамбовского уезда.
В ноябре 1910 г. владельцем имения и конного завода стал потомственный почетный гражданин Владимир Владимирович Лежнев.
В 1913 году в состав Лавровской волости входили: Лаврово, Михайловское, В. Ростовское, В. Потуловское, Ив. Огарёвское, Полковское, Хоперское, Гол. Николаевское, Гол. Ильинское, Ив. Ознобишенское, Дун. Язанское, Дмитриевское и Голодаевское. Волостной старшина крестьянин Василий Остапов Трифонов, писарь крестьянин Казьма Варфоломеев Матвеев.  Учителями земской школы были законоучитель диакон Владимир Денисов, учитель Лука Дмитриевич Сысоев. Учителями церковно-приходской школы были законоучитель, благочинного округа Павел Спасский, учительницы Ольга Ивновна Иванова, Ольга Николаевна Романовская.
Имелась земская ставка, содержалась крестьянином Антоном Григорьевым Исаевым, 5 лошадей. Тракт: Мельгуны, Покровское-Марфино и Сосновка.
В 1914 году село насчитывало 1318 жителей. Престольные праздники - 9 мая, 28 июля и 6 декабря, имелась экономия Лежнева, пивная лавка (владелец Тамбовский купец К. Польман) . 
В период весны-лета 1915 года в селе была эпидемия тифа.

### Советский период
По данным Всесоюзной переписи 1926 года село насчитывало 146 русских домохозяйств, всего 733 жителей.
В 1932 году село насчитывало 1062 жителя.
В 1941 году село насчитывало 177 домохозяйств.
В 1944 году несмотря на то что церковь была закрыта, эвакуированный в д. Ростовка священник Яков Моисеевич Соболев (1884) совершал богослужения, исполнял обряды на дому и ездил по окружающим сёлам.
Примерно в конце 1940-х Смоленская церковь была взорвана. Взрывали церковь по инициативе председателя местного сельсовета Антона Ивановича Гришина. 

### Конец XX — начало XXI века
11 ноября 2012 года началось восстановление храма на прежнем месте, на церемонии присутствовал епископ Феодиосий.

## Население
| 2002 | 2010 |
| ---- | ---- |
| 758  | ↘721 |

Согласно результатам переписи 2002 года, в национальной структуре населения русские составляли 95% от жителей.

## Известные уроженцы, жители
В селе родились Герой Советского Союза Виктор Александрович Мясницин,   российский и латвийский юрист, историк и поэт Василий Иванович Синайский.

## Инфраструктура
Личное подсобное хозяйство с зоной сельскохозяйственного использования, индивидуальная застройка усадебного типа.
Основа экономики — сельское хозяйство (коневодство). АО Лавровский конезавод № 14.
Новопокровская средняя общеобразовательная школа, Лавровский филиал. ФАП Лавровский

## Транспорт
Автобусное сообщение с райцентром. Остановка общественного транспорта «Лаврово».